# Řbitov zviřátek
Řbitov zviřátek (anglicky Pet Sematary) je hororový román Stephena Kinga z roku 1983. V České republice vyšel poprvé v roce 1994 v nakladatelství Laser-books, do češtiny ho přeložil Ivan Němeček.
Kniha obsadila 7. místo v kategorii „Best Fantasy Novel“ literární ceny Locus za rok 1983.

## Děj
Příběh začíná v létě 1983, kdy se do mainského městečka Ludlow přistěhuje z Chicaga doktor Louis Creed se svou rodinou – ženou Rachel, dcerou Eileen ("Ellie"), synkem Gagem a kocourem Winstonem Churchillem ("Churchilem").
Louis se brzy velmi spřátelí se sousedem „odnaproti“, třiaosmdesátiletým Judsonem Crandallem a jeho manželkou Normou, kterou sužuje artritida. Jud nové příchozí varuje, aby si dávali velký pozor na silnici, která prochází kolem jejich domu – používají ji totiž rychle jedoucí náklaďáky z nedaleké chemičky.
Jednoho dne zavede Jud rodinu do lesa na "Řbitov zviřátek". Je to místo, kam děti z okolí pohřbívají své domácí mazlíčky – zejména kočky a psy zabité právě na frekventované silnici. Ellie se pokouší vylézt na polom, který na jednom místě Řbitov ohraničuje a zatarasuje cestu hlouběji do lesa, Jud ji však varuje, že je to velmi nebezpečné.
Po návratu se mezi Louisem a Rachel strhne hádka. Rachel má ze Řbitova špatný pocit a nechce, aby tam její děti chodily. Louis ví, že Rachel trpí traumatem ze smrti své sestry Zeldy. Dle Racheliných obav Ellie skutečně začíná s úzkostí přemýšlet nad smrtelností svého kocoura Churche a Louis tak nechá zvíře na Judovu radu vykastrovat, aby se netoulalo v okolí silnice.
Jakožto doktor nastoupí Louis do práce v nemocnici na nedaleké univerzitě a tam se stane svědkem tragédie: do nemocnice přinesou těžce zraněného studenta jménem Victor Pascow, kterého srazilo auto, když si byl zaběhat. Zranění jsou natolik vážná, že jim Pascow podlehne – ještě před smrtí ale stihne Louisovi říct několik znepokojivých věcí o Řbitovu zviřátek. Osloví přitom Louise jménem, i když jej vůbec nemůže znát. Nadcházející noci má Louis noční můru, ve které ho navštíví mrtvý Pascow a doprovodí ho na Řbitov zviřátek. Tam ukáže na polom a varuje Louise, aby „za něj nechodil, ať ho to tam táhne sebevíc.“ Ráno se Louis probudí ve své posteli a najde na nohou bláto. Přesto si namlouvá, že příhoda s Pascowem je jen následek stresu a fyzické důkazy noční vycházky si vysvětluje náměsíčností. Noční můry v podobě Pascowa se však obává ještě dlouho poté, ta se ale již nevrátí.
Na Halloween se Louis znovu střetne se smrtí, když Judova žena Norma prodělá srdeční příhodu. Díky Louisovu pohotovému zásahu však přežije. Na Díkůvzdání odjíždí Rachel s dětmi ke svým rodičům do Chicaga. V týdnu, kdy je Louis doma sám, Churche srazí na silnici auto. Louis se obává, jak to řekne Ellie, která kocoura velmi miluje. Jud, který je vděčný za záchranu své ženy, tak Louisovi nabídne pomoc a zavede ho na Řbitov zviřátek. Ale nepohřbí Churche tady, jak Louis očekává – Jud Louise vede ještě dál, za polom. Po dlouhé cestě dojdou až do bažiny, ve které se nachází prastaré pohřebiště kmene Mikmaků. Teprve tam Louis podle Judových instrukcí Churche zakope a vystaví mu mohylu.
Ráno příštího dne mluví Louis po telefonu s Ellie. Měla sen, že se Churchovi něco přihodilo, ale Louis jí zalže, že je v pořádku. Zatímco uvažuje, jak vysvětlí kocourovu smrt, přišourá se náhle živý Church domů. Chová se však podivně, je nemotorný, a ač by měl být vykastrován, loví a trhá krysy a ptáky. Také příšerně zapáchá, a to i po důkladném umytí. Brzy Louis začíná kocourova vzkříšení litovat.
O pár dní později Jud Louisovi vypráví, že pohřebiště je v moci indiánského lesního démona Wendiga. Povídá, jak sílu onoho místa poznali první bílí obyvatelé oblasti, jak se o ní od staršího kamaráda dozvěděl ještě jako chlapec sám Jud a jak tam pohřbil svého prvního psa Spota. Řekne Louisovi i o několika dalších případech a podotkne, že oživená zvířata se poté vždy chovala velmi podivně, někdy až agresivně, jako třeba býk Hanratty, kterého jeho majitel nakonec dva týdny po vzkříšení sám zastřelil.
Louis se zeptá, jestli už na ono místo někdo někdy pohřbil člověka. Jud to tvrdě popře, ale Louis má pocit, že lže.
Po návratu z Chicaga už Ellie Churcha nemá ráda tak jako dříve; pozná, že je divný.
O pár měsíců později zemře Judova žena Norma a v rodině se opět začne debatovat o smrti. Louis pozná, jak se změnil Elliin názor na případ, že by Church umřel – teď už se o jeho život nestrachuje tolik, jako když tenkrát navštívila Řbitov zviřátek. Rachel s Louisem poprvé promluví o smrti své sestry Zeldy. Zelda trpěla míšní meningitidou, měla strašlivé bolesti, které ji upoutaly na lůžko, byla šílená, vypadala jako zrůda a Rachel měla pocit, že se jí její umírající starší sestra snaží co nejvíce znepříjemňovat život, a dokonce si přeje, aby Rachel sama trpěla. Nakonec Zelda v hrůzných bolestech zemřela, a to zrovna ve chvíli, když byla tehdy osmiletá Rachel sama doma.
V květnu dojde k dalšímu neštěstí. Gage si hraje venku před domem a vběhne na silnici, kde ho srazí náklaďák. Louis vážně uvažuje o tom, že by Gage zanesl na mikmacké pohřebiště a přivedl ho zpět k životu. Jud však uhádne, co Louis zamýšlí, a vypráví mu o Timmym Batermanovi. Šlo o místního mladíka, který padl ve druhé světové válce při tažení na Řím. Jeho otec se se synovou smrtí nehodlal smířit, a tak ho oživil na pohřebišti. Timmy se ale změnil, vypadal jako mrtvola a celé dny jen vrávoral pár mil podél silnice tam a zpět. Jud se se dvěma přáteli vydal za starým Batermanem a nařkl ho, že byl na pohřebišti; ten jim však drze odpovídá, že má právo, aby jeho syn zůstal naživu. Náhle se objeví sám Timmy a začne se Judovi a dalším vysmívat a vynášet na povrch jejich špatnosti, kterých se v minulosti dopustili, věci, o kterých by nikdo neměl mít ani ponětí. Jud se Louisovi svěřuje se svým názorem, že už to ve skutečnosti vůbec nebyl Timmy, jen nějaký démon, zombie nebo dybuk, který zachvátil Timmyho tělo. Říká také, že o pár dní později nakonec Timmyho otec svého syna zastřelil a pak zapálil svůj dům a spáchal sebevraždu.
Nato Jud donutí Louise zapřisáhnout se, že Gage na mikmacké pohřebiště neodnese. Louis přislíbí, ale myšlenka ho stále pronásleduje. A tak krátce po Gageově pohřbu přiměje Rachel, aby s Ellie odjely za prarodiči do Chicaga. Chce tak získat pár dní, které by mohl strávit se vzkříšeným Gagem o samotě a zjistit, jak moc bude změněný, a buďto s ním a rodinou utéct na Floridu a začít nový život, nebo ho nadobro zabít. Když rodina odletí, Louis se vydává na hřbitov a Gage exhumuje. Jud to sice předvídá a na Louise čeká, aby ho zastavil, na hlídce však usne. Louisovi se tak podaří odnést Gage na pohřebiště. Po cestě se málem střetne s Wendigem a v bažině ho obklopují všelijaké přízraky, odhodlaný Louis ale nakonec Gage pohřbí a s pocitem, že se mu někdo plíží v patách, se vrací domů.
Ellie má mezitím v letadle strašlivý sen – zdá se jí o Victoru Pascowovi a o tom, že někdo chce zabít tatínka. I Rachel má obavy, a tak se rozhodne vydat se zpět do Maine. Chytne let do Bostonu, další spoj ale zmešká, pročež musí zbytek cesty dojet půjčeným autem. To se však na dálnici pokazí.
Gage skutečně ožívá jako démon v chlapečkově těle. Dopotácí se domů, vezme z otcova kufříku skalpel a vyrazí naproti k Judovi. Vyruší starého muže ze spánku a s výsměchem odhaluje pohoršující skutečnosti o zesnulé Normě. Jud se chce bránit sekáčkem, přiběhne ale Church a podrazí mu nohy. Gage se na Juda vrhne a skalpelem ho zabije. Nato konečně do Ludlow dorazí Rachel. Neví, co je s Louisem, který jí nebral telefony, a tak jde nejprve do Judova domu. Volá ji Judův hlas z horního patra. Rachel vystoupá po schodech, přičemž se jí zmocňují hrůzné představy umírající Zeldy. Nahoře nakonec najde krví potřísněného Gage, který ji zabije stejně jako Juda.
Když se Louis ráno probudí, volá mu Rachelin otec z Chicaga. Ellie prý zkolabovala a říkala cosi o tom, že maminku zabil "Oz Veuiký a Stuašuivý" – jak kdysi huhňající Zelda říkala své oblíbené postavičce – a o tom, že Pascow vzkazuje, že "už je pozdě". Louis si uvědomuje, čeho se dopustil, je zoufalý, zvažuje útěk, ale ví, že Gage by si ho a Ellie našel. Přemýšlí o sebevraždě, ale uvědomí si, že to je přesně to, co Wendigo nebo to pohřebiště od začátku chce. A tak si nakonec Louis bere pár injekčních stříkaček se smrtícími dávkami morfia a vydává se do Judova domu. Potkává Churche a zabije ho. V domě nalézá za zvuků bezcitného hihňání mrtvého Juda a Rachel. Nakonec se střetne s Gagem a v zápasu ho morfiem zabije. Pak zapálí Judův dům i s mrtvolami, kromě Rachelina těla, které odnese. Sled děsivých událostí připravil Louise o rozum a on tak svou mrtvou ženu pohřbí na mikmackém pohřebišti. Věří, že s Gagem "otálel moc dlouho", ale že bude-li Rachel pohřbena takhle brzy po smrti, vrátí se nezměněná.
V epilogu hraje Louis až hluboko do noci pasiáns, když náhle slyší šouravé kroky. Kdosi mu pokládá chladnou ruku na rameno a Racheliným hlasem říká „miláčku“.

## Filmová adaptace
Roku 1989 vznikla filmová adaptace Hřbitov domácích zvířátek (Pet Sematary). Režie: Mary Lambert; hrají: Dale Midkiff, Fred Gwynne, Denise Crosby; scénář napsal Stephen King. Film se dočkal v roce 1992 i volného pokračování – Hřbitov domácích zvířátek 2 (Pet Sematary II).
Roku 2019 vznikla druhá filmová adaptace Řbitov zviřátek (Pet Sematary). Režie: Kevin Kölsch, Dennis Widmyer; hrají: Jason Clarke, Amy Seimetz, John Lithgow, Jeté Laurence, Hugo Lavoie, Lucas Lavoie.